# John Cassavetes
John Nicholas Cassavetes, cunoscut mai ales ca John Cassavetes, (n. 9 decembrie 1929, New York City, New York, SUA – d. 3 februarie 1989, Los Angeles, California, SUA) a fost un regizor, actor, producător, editor și scenarist american. Cassavetes a apărut în multe filme realizate la Hollywood, dar este cel mai cunoscut pentru a fi fost un pionier al filmului independent. Deși a utilizat cel mai adesea tehnica filmării din mână și stilul cinematografic cunoscut ca cinema-vérité, filmele sale aveau întotdeauna un scenariu, erau ficționale și foloseau actori profesioniști.
Ultima importantă recunoaștere a valorii sale ca regizor, scenarist și actor a fost Premiul Ursul de Aur dobândit la Festivalul Internațional de Film de la Berlin în 1984 pentru pelicula Urmele Dragostei (Love Streams).

## Filmografie selectivă

### Regizor
- 1959 Umbre (Shadows)
- 1961 Blues di mezzanotte (Too Late Blues)
- 1963 Gli esclusi (A Child is Waiting)
- 1968 Volti (Faces)
- 1970 Mariti (Husbands)
- 1971 Minnie și Moskowitz (Minnie and Moskowitz)
- 1974 O femeie dominată (A Woman Under the Influence)
- 1976 L'assassinio di un allibratore cinese (The Killing of a Chinese Bookie)
- 1977 La sera della prima (Opening Night)
- 1980 Una notte d'estate (Gloria) (Gloria)
- 1984 Love Streams - Scia d'amore (Love Streams)
- 1986 Il grande imbroglio (Big Trouble)

### Actor
- 1951 Fourteen Hours (Fourteen Hours), regia Henry Hathaway
- 1953 Taxi, regia Gregory Ratoff
- 1955 Notte di terrore (The Night Holds Terror), regia Andrew L. Stone
- 1956 Delitto nella strada (Crime in the Streets), regia Don Siegel
- 1957 O lecție de curaj (Edge of the City), regia Martin Ritt
- 1957 Intrigo all'Avana (Affair in Havana), regia László Benedek
- 1958 Lo sperone insanguinato (Saddle in the Wind), regia Robert Parrish
- 1958 Sabbie roventi (Virgin Island), regia Pat Jackson
- 1959 Umbre (Shadows), regia John Cassavetes

- 1961 The Webster Boy, regia Don Chaffey
- 1964 Contratto per uccidere (The Killers), regia Don Siegel
- 1966 Facce senza Dio (Devil's Angels), regia Daniel Haller
- 1967 Duzina de ticăloși (The Dirty Dozen), regia Robert Aldrich
- 1968 Copilul lui Rosemary (Rosemary's baby), regia Roman Polański
- 1969 Roma come Chicago, regia Alberto De Martino
- 1969 Gli intoccabili, regia Giuliano Montaldo
- 1969 Dacă e marți, e Belgia (If It's Tuesday, this must be Belgium), regia Mel Stuart

- 1970 Mariti (Husbands), regia John Cassavetes
- 1971 Minnie și Moskowitz (Minnie and Moskowitz), regia John Cassavetes
- 1975 Quella sporca ultima notte (Capone), regia Steve Carver
- 1976 Panico nello stadio (Two-minute warning), regia Larry Peerce
- 1976 Mikey e Nicky (Mikey and Nicky), regia Elaine May
- 1977 Gli eroi (Heroes), regia Jeremy Kagan
- 1977 La sera della prima (Opening Night), regia se stesso
- 1978 Fury (The Fury), regia Brian De Palma
- 1978 Obiettivo "Brass" (Brass Target), regia John Hough
- 1981 Di chi è la mia vita? (Whose Life is it Anyway?), regia John Badham
- 1982 Incubus - Il potere del male (Incubus), regia John Hough
- 1982 La tempesta (Tempest), regia Paul Mazursky
- 1982 Marvin & Tige, regia Eric Weston
- 1984 Love Streams - Scia d'amore (Love Streams), regia John Cassavetes
- 1984 Terrore in sala (Terror in the Aisles), regia Andrew J. Kuehn

## Premii și nominalizări
- Premiile Oscar
  - 1968 – Nominalizare la Cel mai bun actor în rol secundar pentru filmul Duzina de ticăloși
  - 1969 – Nominalizare la Cel mai bun scenariu original pentru filmul Volti
  - 1975 – Nominalizare la Cel mai bun regizor pentru filmul O femeie dominată